# Condado de Crawford (Wisconsin)
O Condado de Crawford é um dos 72 condados do Estado americano do Wisconsin. A sede do condado é Prairie du Chien, e sua maior cidade é Prairie du Chien. O condado possui uma área de 1 552 km² (dos quais 69 km² estão cobertos por água), uma população de 17 243 habitantes, e uma densidade populacional de 12 hab/km² (segundo o censo nacional de 2000). O condado foi fundado em 1818.